# آنتوان فورکره
آنتوان فورکره (به فرانسوی: Antoine Forqueray) (زادهٔ سپتامبر ۱۶۷۲ – درگذشتهٔ ۲۸ ژوئن ۱۷۴۵) آهنگساز و نوازندهٔ چیره‌دستِ ویولا دا گامبا اهل فرانسه بود.
چندین نفر از اعضای خانوادهٔ او نیز موسیقی‌دان و آهنگساز بودند؛ ازجمله برادرش، میشل (۱۶۸۱–۱۷۵۷)، و دو پسرش، ژان-باپتیست (۱۶۹۹–۱۷۸۲) و نیکُلا ژیل (۱۷۰۳–۱۷۶۱).
استعداد نوازندگیِ آنتوان فورکره چنان استثنایی بود که موفق شد در ده‌سالگی در پیشگاه لوئی چهاردهم موسیقی بنوازد. شاه چنان مجذوب قدرت نوازندگیِ فورکره شد که دستور داد در دربار آموزش درسِ موسیقی ببیند، و هفت سال بعد، یعنی در ۱۶۸۹، پادشاه امر کرد او را به عضویت دستهٔ موسیقی‌دانان دربار درآورند؛ و این عضویت تا پایان عمرِ آهنگساز ادامه داشت.